# سباستین رجمن
سباستین رجمن (به انگلیسی: Sebastian Rejman) (زاده ۱۳ ژانویه ۱۹۷۸) خواننده، بازیگر، مجری تلویزیون فنلاندی است.
او به همراه دارود نماینده فنلاند در مسابقه آواز یوروویژن ۲۰۱۹ بود.